# マルチメディアメッセージングサービス
マルチメディアメッセージングサービス（Multimedia Messaging Service、MMS）は、3GPPとOMA（オープン・モバイル・アライアンス）によって標準化されている、携帯電話用のメッセージングサービス（メール）。
最初の仕様は、WAPフォーラムによってまとめられた。現在はOMAが中心的な標準化団体である。

## 概要
電話番号でテキストメッセージの送信相手を指定できるメッセージサービスとしてSMS（Short Message Service）および、その発展系のEMS（Enhanced Messaging Service）が広く使われているが、カメラ付き携帯電話の普及とともに、画像の送信が可能な、より制限の少ない携帯電話用メッセージサービスの需要が高まった。それに対して当初は各キャリア依存の実装が行われていたが、業界標準となる規格を目指して、主にGSMのオペレータ、ハンドセットベンダーが中心になって、MMSが策定された。アプリ収束の例として教科書によって挙げられている。
MMSは、画像、音、ビデオ、リッチテキストを含んだメールを送受信できる規格である。それまでのSMSやEMSとは異なり、サイズ制限はネットワークが許すのであれば数百キロバイトも可能である。
SMSやEMSは電話番号宛てにしか送信できないが、MMSはメールアドレス宛ての送信もサポートしているためパソコン（Eメール）ともやりとりができる。
SMSやEMSは、携帯電話のシグナリングチャネルを使っているので、即時性が極めて高く比較的安価である一方送受信可能サイズの制限などがあるが、MMSは携帯電話のトラフィックチャネルを使うので、SMSよりもバイトあたりの単価が高いかわりにサイズ制限は大幅に緩和されている。
ライバル規格に、NTTドコモが開発したiモードメールがあるが、WAP2.0規格に同じくドコモが推していたcHTMLが併記されたのに比べて、iモードメールは、名目上の国際規格の座を得ることはできず、実質的には、ドコモだけのサービスになってしまった。

## 受信方法
MMSには自動受信と選択受信という2種類の配送方法がある。
自動受信
ネットワークがMMSメッセージを受けると、受け取ったマルチメディア・メッセージング・サービス・センター（MMSC）からメッセージ通知を端末にSMS送信する。この受信動作のトリガーとなるSMSは特殊な符号化されたSMSでユーザーには表示されない。端末は、このメッセージ通知をもとに、自動的にMMSメッセージ本文のダウンロードを開始する。本文のダウンロード後、端末はユーザーにメッセージ着信を表示する。
選択受信
MMSメッセージがくるとMMSCは、メッセージ通知を端末に対してSMS送信する。携帯電話は、新着メッセージがMMSCにあることを、ユーザーに表示、通知する。この時点で、MMS本文のメッセージは、端末にはない。本文受信するかしないかは、ユーザーの選択にまかされている。ユーザーは、Subjectだけをみて、削除することも可能である。
MMS受信要求は、自動受信、選択受信ともにHTTPリクエストで処理される。端末は、HTTPプロトコルでHTTPダウンロードの要領で、通知メッセージにあるURIのメッセージをダウンロードする。ダウンロード完了後、MMSクライアントは使用者に本文受信したと通知する。
それぞれ、自動受信はネットワークを意識せず使える、選択受信は無駄なパケットと料金を消費しないという利点がある。自動受信は便利な反面、MMSは動画なども送れるため高額のパケット代が掛かる場合がある。受信方法は携帯電話事業者が固定してしまう場合と、ユーザーが選択できる場合がある。

## コンテント・アダプテーション
一般的なEメールとMMSのもっとも大きな違いは、Eメールでは送信者からのメッセージがそのまま相手に配送されるのに対して、MMSではコンテント・アダプテーションという機能により、メッセージが受信者に配送される前にMMSサーバーで改変されうることである。例えば、4メガピクセルのカメラ付き携帯より4メガピクセルの画像をMMSで送っても、受信側の端末のMMSでの申告表示能力がそれを下回る場合は、MMSサーバーは画像サイズを縮小して受信者へ送る。最終的にどのようなメッセージが端末へ送られるかは、MMSサーバー側の設定と受信端末が送出するリクエストヘッダー内のユーザーエージェント名によって決められる。

## 日本におけるMMSの利用
MMSは全世界の携帯電話事業者で採用されているが、日本の事情は世界とは全く異なっている。というのも、機能的に競合する日本の各社のキャリアメールの多くは、MMSの規格をまとめている頃には既にサービスインしていたからである。なお、MMSはキャリアメール同様、インターネットとのメッセージ交換の際に携帯電話事業者所有のドメインをメールアドレスとして使うことがほとんどであるから、MMSを世界標準版キャリアメールと考えることもできる。日本の各携帯電話事業者は、MMSについて難しい対応を迫られることになった。
NTTドコモではMMSを採用しておらず、iモード端末では自社が開発したキャリアメールであるiモードメールを採用している。スマートフォン向けにはドコモメールやspモードメール、mopera Uのプッシュ配信サービスを提供している。
ソフトバンクで提供されているS!メールはMMSそのものであり、もともとは2002年からボーダフォン（当時 J-PHONE）が行った国際化戦略Vodafone Global Standardの一環として導入された「Vodafone live!メール」がMMSを採用したこと由来している。一部モデルや、ソフトバンクの前身のボーダフォンではMMSと呼ばれていた。容量は最大2Mバイトまで。しかし、アクセスポイントを公開していないため、海外で購入したSIMフリー端末などでは利用出来ない。
KDDIも当初はMMSは採用しておらず独自のEZwebメールを採用していたが、2012年4月よりiPhone向けにMMSサービスを開始した。これと同時に、キャリアアップデートにより国際標準から外れていたCメールは3GPP2仕様SMSに実質置き換えられ、送信時に送信料とは別に発生していたパケット通信料が発生しなくなった。
イー・アクセスでは、「emobileメッセージ」アプリで、"emobile.ne.jp"を利用する設定を行うことで、MMSとして利用可能（ただし、3Gスマートフォンでこの設定を行うと、EMnetメールの利用ができなくなる）。
ワイモバイルの端末のうち、Nexusブランドのスマートフォン EM01L（Nexus 5）、Nexus 6等については、Google+ ハングアウトの機能によって利用する。MMSの仕組み上当然プッシュ配信となる。ハングアウト利用は強制ではなく、一般的なMMSアプリに置き換えても問題なく送受信出来る。
問題点として、Nexus向け契約であるEMOBILE 4G-S契約及び「スマホプラン タイプ1」では、他社の発売するSIMフリー端末ではデータ通信用のAPN設定のみ公開されていて、MMS設定は特に公開されていない（秘匿されている訳でもなく、Nexus 5等のAPN設定画面でMMS設定内容の確認は支障なく出来る）。他社端末では、Nexus 5と同じMMS設定を行うだけでは機能せず、高度なMMS設定が可能なMMSアプリ（Handcent SMS等）で、UserAgent文字列を"Nexus5"とする必要がある。

### 日本国内のMMS事業者同士の相互接続について
ソフトバンクモバイルと旧イー・アクセス（後の旧ワイモバイル）は共にMMS採用事業者だが、お互いに相互接続は行われていない。よって、両社間の電話番号でのMMS送受信は不可能である（どうしてもMMSで通信する場合はメールアドレスでインターネット経由となり、遅延の原因となる）。
これは、旧イー・アクセスが従来からのソフトバンク網利用のEMOBILE 4G-S契約を開始した場合も状況が変わらず、4G-S契約利用者と、元々のイー・アクセス利用者との間でも（イー・モバイルブランド同士なのに）通信出来ない原因である。2015年4月に、会社は合併してソフトバンクモバイルとなっているが、「SoftBankブランド、Y!mobileブランドのタイプ1/3、旧4G-S」と「Y!mobileブランドのタイプ2および旧4G-Sを除く旧イー・アクセス契約」の2種類に分かれている状況は変わらない。
Y!mobileブランド発足後、MMS に関してソフトバンク網利用の契約は「電話サービス（タイプ1）」、「電話サービス（タイプ3）」、旧イー・アクセス網利用は「電話サービス（タイプ2）」という名前に変化し引き継がれた（タイプ2については、旧イー・アクセス端末は旧契約扱い、ワイモバイル端末は電話サービス（タイプ2）扱いと約款上は区別される。タイプ1・3に関しては、2014年8月1日以降の契約および同日以降に基本料金プランを変更した場合はタイプ1・3の扱い、それ以前からの契約の場合は、プランを変更しない限りは旧契約扱いのままとされる）が、ソフトバンク網と旧イー・アクセス網間のMMS交信不可の状況は変わっていない（2015年2月現在）。

## 国際間のMMS利用
ソフトバンクモバイルのMMS（S!メール）は国内・海外問わずやりとりができる。
NTTドコモでは、iモードメールに限り国際MMSサービスを提供していたが、2014年6月30日をもって終了した。送信方法は「国番号+相手電話番号」宛に送信する。2009年6月30日以前は「国番号+相手電話番号@mms-i.jp」宛に送信したが、現在では「010+国番号+相手電話番号」へ送信を行うようになった。受信も自動的にiモードメールへ変換され通常のキャリアメール同様に受信できる。
MMSの規格自体は国際利用を妨げるものはないが、文字化けはまた別問題として存在する。例えば規格上送信可能なことと受信者がそれを読むことは別問題である。スマートフォン以前は、コストの問題より、フォントと文字入力手段は、販売地域に対応したミニマムなものを搭載するのが普通であって、読めない文字が存在したり、文字入力ができないという問題は、2バイト文字圏のみならず、東欧・中欧でも存在した。新世代スマートフォンの時代になって、全世界共通の端末が普通になり、この問題は、スマートフォンに限ればほぼ解消されつつあると言える。